# Cortaderia vaginata
Cortaderia vaginata är en gräsart som beskrevs av Jason Richard Swallen. Cortaderia vaginata ingår i släktet Cortaderia, och familjen gräs. Inga underarter finns listade i Catalogue of Life.